# Apistogramma moae
Apistogramma moae ist eine Art der Buntbarsche und zählt zur Gattung Apistogramma.

## Merkmale
Männchen erreichen eine Gesamtlänge von 6 bis 7 cm während Weibchen mit 3 bis 4 cm kleiner bleiben. Der Körper weckt einen allgemein schimmernden Gesamteindruck. Bis in einen ovalen Fleck vor Schwanzwurzel zieht sich ein unterbrochenes Längsband. Die Grundfärbung des Weibchens ist gelblich-braun mit weißlicher Unterseite. Ventrale Flossen sind farblos mit gelblichen Spitzen. Ferner zeigen sich hellbraune Regionen an Maul und Kehle sowie hellblaue Bänderung unterhalb der Augen. Dagegen sind Männchen dunkler und bräunlich-oliv gefärbt. Schuppen und Flossen besitzen einen bläulichen Glanz. In Erregung ist die bläuliche Färbung unter Umständen stärker ausgeprägt. Die Wangenzeichnung ist schwächer als beim Weibchen. Bei der Beflossung zeigen sich gerundete Schwanzflossen bei beiden Geschlechtern sowie bei größeren Männchen spitz zulaufende After- und Rückenflosse (gerundet bei Weibchen).

## Lebensweise
Die Art führt eine tagaktive Lebensweise und ist, zumindest zur Fortpflanzungszeit, territorial. Die Fortpflanzung erfolgt eierlegend. Apistogramma moae ist ein Versteckbrüter. Die Eier werden an der Decke von kleinen Höhlungen abgelegt und vom Weibchen bebrütet, also gepflegt und bewacht. Auch die geschlüpften Larven werden vom Weibchen gepflegt.  Das Nahrungsspektrum ist vermutlich vielgestaltig, umfasst jedoch wahrscheinlich in erster Linie diverse Kleintiere.

## Verbreitung
Das Verbreitungsgebiet umfasst Gebiete in Südamerika (Brasilien, Peru) im Gewässersystem von Amazonas und oberem Juruá. Die Wassertemperaturen der besiedelten Habitate liegen zwischen 21 °C und 29 °C. Im relativ eng begrenzten Areal der betreffenden Ökosysteme wurde vielfach Einfluss durch Rodung von tropischen Wäldern genommen.

## Erstbeschreibung
Die Erstbeschreibung erfolgte durch den schwedischen Ichthyologen Sven O. Kullander. Die Publikation erfolgte in Bonner zoologische Monographien (14), Seiten 61 bis 65.

## Etymologie
Das Artepitheton geht auf einen Fundort am Rio Môa im Westen Brasiliens zurück.